# Jasna strona – Legendarni Püdelsi 1986–2004
Jasna strona – Legendarni Püdelsi 1986–2004 – album z największymi przebojami zespołu Püdelsi, wydany w 2004 roku. Płyta dotarła do 2. miejsca listy OLiS w Polsce.

## Lista utworów
Źródło:.
1. „Pudel z Guadelupy” – 1:49
2. „Dawna dziewczyno” – 3:05
3. „Samba mamba” – 2:17
4. „Wolność słowa” – 3:39
5. „Tramwaj – Kotek Mamrotek” – 2:59
6. „Małpi hymn” – 2:29
7. „Tango libido” – 5:09
8. „Mundialeiro” – 3:31
9. „Morrison” – 3:56
10. „Czerwone tango” – 3:59
11. „Wiara jak dupa” – 3:12
12. „Kwas” – 5:25
13. „Jestem sam” – 5:16
14. „Oto” – 3:45
15. „Kocham się” – 4:42
16. „Uważaj na niego” – 3:12
17. „Mundialeiro (remix by Matt Kowalsky)” – 3:52
18. „Noś dobre ciuchy” – 2:33
19. „Uważaj na niego (remix by Dokuro)” – 4:08
20. „Wild Nights” – 5:12

Większość piosenek nagrana jest w nowych wersjach. Jedyny premierowy utwór to „Dawna dziewczyno”.
Dodatkowo zostały zamieszczone dwa remiksy utworów „Mundialeiro” i „Uważaj na niego”.